# Odontestra altitudinis
Odontestra altitudinis är en fjärilsart som beskrevs av François Louis Nompar de Caumont de Laporte 1973. Odontestra altitudinis ingår i släktet Odontestra och familjen nattflyn. Inga underarter finns listade i Catalogue of Life.